# Hettenhausen (Pfalz)
Hettenhausen település Németországban, Rajna-vidék-Pfalz tartományban. Lakosainak száma 221 fő (2023. december 31.).

## Népesség
A település népességének változása:
| Lakosok száma | 239  | 231  | 235  | 234  | 225  | 221  |
|               | 1975 | 2017 | 2019 | 2021 | 2022 | 2023 |